# Rzepijowo
Rzepijowo (biał. Рап’ёва, Rapjowa; ros. Репьёво, Riepjowo) – wieś na Białorusi, w obwodzie grodzieńskim, w rejonie korelickim, w sielsowiecie Turzec, przy drodze republikańskiej R11.

## Historia
W dwudziestoleciu międzywojennym wieś i folwark leżące w Polsce, w województwie nowogródzkim, w powiecie stołpeckim, w gminie Jeremicze/Turzec. W 1921 wieś liczyła 193 mieszkańców, zamieszkałych w 36 budynkach, wyłącznie Białorusinów wyznania prawosławnego. Folwark liczył zaś 7 mieszkańców, zamieszkałych w 2 budynkach, wyłącznie Białorusinów. 6 mieszkańców było wyznania prawosławnego i 1 rzymskokatolickiego.
Po II wojnie światowej w granicach Związku Sowieckiego. Od 1991 w niepodległej Białorusi.